# La Versolilla
La Versolilla är en ort i Mexiko.   Den ligger i kommunen Querétaro och delstaten Querétaro Arteaga, i den centrala delen av landet, 210 km nordväst om huvudstaden Mexico City. La Versolilla ligger 2 173 meter över havet och antalet invånare är 1 903.
Terrängen runt La Versolilla är huvudsakligen kuperad, men åt sydväst är den platt. Runt La Versolilla är det ganska tätbefolkat, med 144 invånare per kvadratkilometer. Närmaste större samhälle är San José Iturbide, 14,3 km norr om La Versolilla. Trakten runt La Versolilla består i huvudsak av gräsmarker.